# هیروهیتو ناکامورا
هیروهیتو ناکامورا (انگلیسی: Hirohito Nakamura؛ زادهٔ ۹ مهٔ ۱۹۷۴) بازیکن فوتبال اهل ژاپن است.
از باشگاه‌هایی که در آن بازی کرده‌است می‌توان به باشگاه فوتبال گامبا اوساکا اشاره کرد.